# ستون نييريندا
ستون نييريندا (بالإنجليزية: Stone Nyirenda)‏ هو لاعب كرة قدم زامبي في مركز الهجوم، ولد في 11 نوفمبر 1963. شارك مع منتخب زامبيا لكرة القدم. أما مع النوادي، فقد لعب مع K.S.V. Roeselare ‏.

## وصلات خارجية
- ستون نييريندا على موقع الاتحاد الدولي (مؤرشف)  (الإنجليزية)
- ستون نييريندا على موقع ناشيونال فوتبول تيمز (الإنجليزية)
- ستون نييريندا على موقع عالم كرة القدم.نت (الإنجليزية)
- ستون نييريندا على موقع أوليمبيديا (الإنجليزية)